# Nick Martens
Nick Martens (* 11. September 1982 in Ann Arbor, Michigan) ist ein US-amerikanischer Eishockeyspieler, der zuletzt in der Saison 2009/10 bei den Hannover Indians aus der 2. Bundesliga unter Vertrag stand.

## Karriere
Martens begann seine Karriere 1999 in der North American Hockey League für die Texas Tornado. Dort spielte er bis 2001, ehe er für vier Spielzeiten im Team der University of Michigan stand.
Seine Profikarriere im startete er im Jahr 2005 bei den Grand Rapids Griffins in der American Hockey League. In der Spielzeit 2006/07 wechselte er zwischen den San Antonio Rampage sowie Cincinnati Cyclones aus der ECHL und wieder zurück in die AHL zu den Bridgeport Sound Tigers. Nachdem Martens das Spieljahr 2007/08 in der Österreichischen Eishockey-Liga bei den Graz 99ers begonnen hatte, wechselte der Verteidiger zur im Verlauf der Spielzeit nach Deutschland in die 2. Bundesliga zum REV Bremerhaven. Dort erzielte er in 41 Partien 19 Scorerpunkte. Im Sommer 2008 verließ er den Klub wieder und schloss sich dem ungarischen Verein Alba Volán Székesfehérvár an, mit dem er erneut in der Österreichischen Eishockey-Liga aktiv war. Nachdem er dort seinen Vertrag nicht verlängerte, verpflichteten ihn im Jahr 2009 die Verantwortlichen der Hannover Indians.

## Erfolge und Auszeichnungen
- 2002 Mason-Cup-Gewinn mit der University of Michigan
- 2004 Mason-Cup-Gewinn mit der University of Michigan
- 2005 Mason-Cup-Gewinn mit der University of Michigan

## Statistik
(Stand: Ende der Saison 2008/09)